# 가변광속 이론
가변광속 이론(VSL, variable speed of light)은 일반적으로 c 로 표시되는 광속이 공간이나 시간 또는 주파수에 따라 변하는 것과 같이 어떤 방식으로든 일정하지 않을 수 있다는 여러 가지 가설의 특징이다. 현재 인정되고 있는 고전 물리학 이론, 특히 일반 상대성 이론에서는 국지적 좌표계에서 일정한 광속을 예측하고 일부의 상황에서는 기준 좌표계에 따른 광속의 명백한 변화를 예측하지만 이것을 가변광속 이론으로 지칭하지는 않는다. 중력과 우주론에 대한 다양한 대안 이론(대부분은 주류가 아님)에서는 국지적인 광속의 변화를 포함하고 있다.
가변 광속을 물리학에 포함시키려는 시도는 1957년 로버트 딕에 의하여, 그리고 1980년대 후반부터 여러 연구자에 의해 이루어졌다.
VSL은 초광속 이론, 매질의 굴절률에 대한 광속의 의존성 또는 중력장 내에서 원격 관찰자의 기준 프레임에서의 광속 측정과 혼동되어서는 안 된다. 이 맥락에서 "빛의 속도"는 광자의 전파 속도가 아니라 이론적인 한계 속도인 c를 나타낸다.

## 역사적 제안

### 일반 상대성 이론의 해석
일반 상대성 이론의 기초가 되는 아인슈타인의 등가 원리는 임의의 국부적으로 자유롭게 떨어지는 기준 좌표계에서 빛의 속도는 항상 동일해야 한다는 것을 요구한다. 그러나 이것은 관성 관찰자가 먼 지역에서 빛의 겉보기 속력을 추론하여 다른 값을 계산할 가능성을 열어두고 있다. 멀리 있는 관찰자의 시간 기준에 대해 측정된 중력 포텐셜에서 빛의 속도의 공간적 변화는 일반 상대성 이론에서 암시적으로 존재한다. 겉보기 광속은 중력장에서 변할 것이고, 특히 멀리 있는 관찰자가 볼 때 사건의 지평선에서 0이 된다.
리처드 톨만(Richard Tolman)은 중력장에서 빛의 반경 방향 속도를 dr / dt 로 표현했다.
{\displaystyle {\frac {dr}{dt}}=1-{\frac {2m}{r}},}
여기서 m 은 MG / c 2 이고 자연 단위는 c 0 이 1과 같도록 사용된다.
알버트 아인슈타인의 광속에 대한 마지막 말은 중력을 고려할 필요가 없다면 속도는 진공에서 일정하다는 것이다. "광선의 곡률은 빛의 전파 속도가 위치에 따라 변할 때만 발생할 수 있습니다." 속도가 변할 것인지 아니면 방향만 변할 것인지에 대한 인수는 속도라는 단어에서 비롯되었다. 막스 보른은 아인슈타인 표기법을 사용하고 지표의 s를 0으로 설정하여 중력장에서 빛의 속도가 변한다고 주장했다. 피터 버그만(Peter Bergmann)은 사용된 계산과 동일한 중력에서 측정할 때 방향만 변할 뿐 속도는 변하지 않는 반면 평평한 공간에서 멀리 있는 관찰자는 속도의 명백한 변화를 볼 수 있다고 주장했다.
1921년 아인슈타인의 프린스턴 강의에서 가변 광속이라는 주제가 도입되고 개발되었으며, 그의 척도법(metric)에서 ds를 0으로 설정하고 결과 광속 L을 분수의 분모로 사용했다. 아인슈타인은 빛의 속도 변화가 벡터 방향이 아니라 스칼라 크기임을 보여주었다. 그는 수성의 근일점 이동, 지역적으로 측정 가능한 변화, 멀리 있는 관찰자에 대한 명백한 변화의 예를 제시했다.

### 딕(Dicke)의 제안(1957)
1957년 로버트 딕은 VSL 중력 이론을 개발했다. 딕은 주파수와 파장이 모두 다를 수 있다고 가정했는데, {\displaystyle c=\nu \lambda }이므로 c 의 상대적인 변화를 가져왔다. 딕은 굴절률로,  {\displaystyle n={\frac {c}{c_{0}}}=1+{\frac {2GM}{rc^{2}}}} (식. 5)를 가정하였는데, 광편향에 대한 관찰값과 일치함을 증명하였다. 마하의 원리와 관련된 논평에서 딕은  식. 5에서 우변은 작은 값인데, 좌변의 1은 "우주의 나머지 물질에서 그 기원"을 가질 수 있다고 제안했다.
지평선이 증가하는 우주에서 점점 더 많은 질량이 위의 굴절률에 기여한다는 점을 감안할 때, 딕은 c 가 시간에 따라 감소하는 우주론을 고려하여 우주론적 적색편이에 대한 대안적인 설명을 제공했다. :374

### 후속의 제안
일반 상대성 이론의 알려진 모든 시험과 일치하는 모델로, 딕의 모델을 포함하는 여러 가지 가변광속 모델이 개발되었다.
다른 모델에서는 등가 원리를 분명하게 하거나, 디랙의 큰 숫자 가설(large number hypothesis)에 대한 링크를 만든다고 주장하여
Giere and Tan(1986) 및 Sanejouand(2005)의 가설을 포함하여 일반 상대성 이론과 모순되는 것처럼 보이는 다양한 빛의 속도에 대한 여러 가설이 발표되었다. 2003년에 Magueijo는 그러한 가설을 검토했다.
가변광속에 의한 여러개의 우주론적 모델 이 1988년 Jean-Pierre Petit, 1992년 John Moffat 1998년 Andreas Albrecht 와 João Magueijo 팀에 의해 각각 독립적으로 제안되어 우주론의 지평선 문제와 급팽창 이론의 대안을 제시하고 있다.

## 다른 상수 및 그 변형과의 관계

### 중력 상수G
1937년, 폴 디랙과 다른 사람들은 시간에 따라 변하는 자연 상수의 결과를 조사하기 시작했다. 예를 들어, 디랙은 다른 기본 힘들과 비교하여 중력의 상대적인 약함을 설명하기 위해 뉴턴 중력 상수 G 가 매년 1011 분의 5 가 변동한다고 제안했다. 이것은 디랙 큰 숫자 가설로 알려지게 되었다.
그러나 리처드 파인만은 지질학적 및 태양계 관찰을 기반으로 한 중력 상수가 지난 40억 년 동안 이만큼 많이 변하지 않았을 가능성이 있음을 보여주었다(비록 이것은 상수에 대한 가정이 다른 상수를 변경하지 않는다는 가정에 따라 달라질 수 있음). ( 강한 등가원리 참조. )

### 미세 구조 상수α
멀리 떨어진 퀘이사를 연구하는 한 그룹에서는 10 5 의 1의 수준에서 미세 구조 상수의 변화를 감지하였다고 주장했다. 다른 저자들은 이 결과에 이의를 제기하고 있다. 퀘이사를 연구하는 다른 그룹은 훨씬 더 높은 감도에서 감지할 수 있는 변화가 없다고 주장하고 있다.
오클로의 천연 원자로(Oklo natural nuclear reactor)는 원자 미세 구조 상수 α 가 지난 20억 년 동안 변경되었을 수 있는지 여부를 확인하는 데 사용되었다. α 가 다양한 핵반응의 속도에 영향을 미치기 때문이다. 예를 들어, 149
Sm
은 중성자를 포획하여 150
Sm
 이 되며, 중성자 포획 속도는 α 값에 의존하기 때문에 오클로 천연 원자로의 시료에서 사마륨 동위원소 2종의 비율을 사용하여 20억 년 전의 α 값을 계산할 수 있다. 여러 연구에서 오클로 천연 원자로에 잔류하는 방사성 동위원소의 상대적 농도를 분석했으며 대부분은 당시의 핵반응이 오늘날과 거의 같았으며 이는 α 도 동일했다는 것을 의미한다.
폴 데이비스(Paul Davies)와 공동 작업자는 미세 구조 상수를 구성하는 차원 상수( 기본 전하, 플랑크 상수 및 빛의 속도 ) 중 어느 것이 변동에 책임이 있는지 원리적으로 풀 수 있다고 제안했다. 그러나 이것은 다른 사람들에 의해 이의가 제기되어 일반적으로 받아 들여지지 않는다.

### 몇 가지 기본 상수
진공의 속성과 기본 상수로부터 진공에서 빛의 속도와 같은 속도를 생성하는 것이 가능하다.  
우주의 임계 밀도(허블 상수의 값은 대략 {\displaystyle 70~km.s^{-1}.Mpc^{-1}} ) {\displaystyle \rho _{c}\sim 9.2\times 10^{-27}~kg.m^{-3}} , 
우주 마이크로파 배경의 온도 {\displaystyle T\sim 2.73~K} , 
볼츠만 상수 {\displaystyle k_{B}\sim 1.381\times 10^{-23}~kg.m^{2}.s^{-2}.K^{-1}} , 
진공 유전율 {\displaystyle \varepsilon _{0}\sim 8.854\times 10^{-12}~m^{-3}.kg^{-1}.s^{4}.A^{2}}  및 
기본 전하 {\displaystyle e\sim 1.602\times 10^{-19}~A.s}를 들고자 한다. 
따라서,
{\displaystyle {\sqrt {10{\frac {\left(\varepsilon _{0}e^{-2}\right)^{3}\left(k_{B}T\right)^{4}}{\rho _{c}}}}}\sim 3\times 10^{8}~m.s^{-1}}
이러한 관계는 독립변수들 사이에 그러한 관계가 존재할 확률이 낮기 때문에 의문을 제기한다. 따라서 진공에서 빛의 속도와 이 공식에 포함된 매개변수는 연결될 수 있다. 우주 마이크로파 배경의 온도와 허블 상수는 시간에 따라 일정하지 않기 때문에 빛의 속도도 시간에 따라 변할 수 있다.

## 다양한 VSL 개념에 대한 비판

### 무차원 및 차원 수량
차원적 양의 변화가 실제로 무엇을 의미하는지 명확하게 할 필요가 있다. 왜냐하면 그러한 양은 단지 자신이 선택한 단위를 변경함으로써 변경할 수 있기 때문이다. John Barrow는 다음과 같이 썼다.
" α 와 같은 순수한 숫자가 세계를 정의하는 방식에서 우리가 배우는 중요한 교훈은, 세계가 다르다는 것이 실제로 의미하는 바입니다. 미세 구조 상수 라고 하고 α 로 표시하는 순수한 숫자는 전자 전하 e, 빛의 속도 c 및 플랑크 상수 h 의 조합입니다. 처음에 우리는 빛의 속도가 더 느린 세상이 다른 세상일 것이라고 생각하고 싶은 유혹을 받을 수 있습니다. 그러나 이것은 실수일 것입니다. c, h 및 e 가 모두 변경되어 미터법(또는 기타) 단위의 값이 물리적 상수 표에서 찾아볼 때 달랐지만 α 의 값은 동일하게 유지되면 이 새로운 세계 관찰상 우리 세계와 구별할 수 없을 것입니다. 세계의 정의에서 중요한 것은 자연의 무차원 상수의 값뿐입니다. 플랑크 질량 m P를 포함하는 모든 질량 값이 두 배로 증가했다면 질량 쌍의 비율로 정의된 모든 순수 수가 변경되지 않기 때문에 알 수 없습니다."
모든 물리 법칙 방정식은 모든 차원 양이 같은 차원의 양에 대해 정규화되어( 무차원화라고 함) 무차원 양만 남게 되는 형태로 표현될 수 있다. 사실, 물리학자들은 물리적 상수인 c, G, ħ= h /(2π), 4π ε0 및 k B 의 값이 1이 되도록 단위를 '선택'하여 모든 물리량이 대응하는 플랑크 단위에 대해 정규화되도록 할 수 있다. 그렇기 때문에 차원량의 진화를 명시하는 것은 무의미하여 아무런 의미가 없다고 주장되어 왔습. 플랑크 단위를 사용하고 이러한 물리 법칙의 방정식을 무차원화된 형태로 표현하면 c, G, ħ, ε 0, k B 와 같은 차원 물리 상수가 '남지 않고' 무차원 양만 남게 된다. 인체 측정 단위의 종속성이 없어서, 그러한 가상의 변화를 겪을 수 있는 물리적 현실의 수학적 표현에 남아 있는 빛의 속도, 중력 상수 또는 플랑크 상수는 없게 된다. 예를 들어, 중력 상수 G 가 가설적으로 변하는 경우 잠재적으로 변하는 관련 무차원 양은 궁극적으로 기본 입자의 질량에 대한 플랑크 질량의 비율이 된다. 빛의 속도(일정한 것으로 생각됨)와 관련된 몇 가지 주요 무차원 양(다른 차원의 양 중에서 ħ, e, ε 0 ), 특히 미세 구조 상수 또는 양성자 대 전자 질량 비율은 유의미한 변동이 있어서 변동의 가능성에 대하여 계속 연구되고 있다.

### 가변C우주론에 대한 일반적인 비판
매우 일반적인 관점에서 조지 엘리스는 가변 c 가 상수 c에 의존하는 현재 시스템을 대체하기 위해 현대 물리학의 많은 부분을 다시 작성해야 한다는 우려를 표명했다. 엘리스는 모든 가변 c 이론에서는, (1) 거리 측정을 재정의해야 하고, (2) 일반 상대성 이론에서 계량 텐서에 대한 대체 표현을 제공해야 하고, (3) 로렌츠 불변성과 모순될 수 있으며, (4) 맥스웰 방정식을 수정해야 하고, (5) 다른 모든 물리학 이론과 일관성이 유지되면서 수행되어야 한다고 주장했다. VSL 우주론은 주류 물리학의 외부에 있다.